# Gabriel Kaspereit
Gabriel Adolphe Marie Kaspereit (ur. 21 czerwca 1919 w Paryżu, zm. 1 sierpnia 2006 w Neuilly-sur-Seine) – francuski polityk, samorządowiec i menedżer, uczestnik II wojny światowej. Wieloletni deputowany krajowy i poseł do Parlamentu Europejskiego, sekretarz stanu.

## Życiorys
Syn przedsiębiorcy Frédérica Kaspéreita i Anny z domu Witier. Uczył się w liceach w Neuilly-sur-Seine i Sceaux, od 1939 był słuchaczem szkoły wojskowej École de cavalerie de Saumur. Po wybuchu II wojny światowej działał w ruchu oporu. Od 1940 do 1946 służył w armii, od 1944 w randze oficera 2 Dywizji Pancernej. Od 1952 do 1961 zajmował stanowisko dyrektora przedsiębiorstwa Biscuits Brun-Pâtes La Lune.
Należał kolejno do Narodowego Centrum Republikanów Społecznych (sekretarz generalny w Paryżu 1955–1958), Unii na rzecz Nowej Republiki (członek komitetu centralnego), Unii Demokratów na rzecz Republiki i Zgromadzenia na rzecz Republiki. Zajmował rozliczne stanowiska samorządowe: radnego 9. dzielnicy Paryża (od 1965), radnego departamentu Seine (1965–1968), regionu paryskiego, regionu Île-de-France (1976–1986) i miasta Paryża (od 1977), zastępcy mera Paryża ds. handlu (1977–1995) oraz burmistrza jego 8. dzielnicy (1983–2001). W latach 1961–1997 zasiadał (z przerwami) w Zgromadzeniu Narodowym. Od czerwca 1969 do lipca 1972 był sekretarzem stanu ds. rzemiosła i drobnego przemysłu. W latach 1967–1969, 1973–1979 i 1983–1984 sprawował mandat posła do Parlamentu Europejskiego, w 1983 dostał się do Europarlamentu w wyniku śmierci Hugues’a Tatilona. Przystąpił do Europejskich Postępowych Demokratów. W kadencji 1993–1997 członek Zgromadzenia Parlamentarnego Rady Europy i zgromadzenia Unii Zachodnioeuropejskiej. Pod koniec życia działał w federacji stowarzyszeń osób starszych (Fiapa).
Był żonaty z Christiane, miał troje dzieci. Jego imieniem nazwano jeden z placów w Paryżu.

## Odznaczenia
Odznaczona Legią Honorową IV klasy, Orderem Narodowym Zasługi III klasy, Krzyżem Wojennym (za lata 1939–1945), Medalem Ruchu Oporu (1946) oraz Krzyżem Kombatanta-Ochotnika Ruchu Oporu. Kawaler Orderu Wielkiego Księcia Giedymina (Litwa, 1998).